# Рік Перрі
Джеймс Річард «Рік» Перрі або найчастіше Рік Перрі (англ. James Richard «Rick» Perry; нар. 4 березня 1950, Пейнт-Крік графства Гаскел штату Техас) — американський політик, член Республіканської партії, губернатор штату Техас (2000—2015), міністр енергетики США (березень 2017–грудень 2019).

## Життєпис
Народився 4 березня 1950 в місті Пейнт-Крік, США. Закінчив Техаський університет A&M (бакалавр, 1972).
У 1972–1977 — на службі у ВПС США, яку залишив у званні капітана.
У 1984 обрано до Палати представників Техасу.
У 1989 перейшов з Демократичної партії в Республіканську.
1991–1999 — комісар з питань сільського господарства Техасу.
З січня 1999 по грудень 2000 був віцегубернатором при губернаторі Джорджі Буші. Після того як Буш переміг на президентських виборах США 2000 у листопаді Перрі переміг на позачергових виборах губернатора Техасу в грудні 2000, а потім переобраний на цю посаду 2002, 2006 і 2010. Виявляв бажання брати участь у Виборах 2012 і 2016 років, проте в обох випадках згодом знімав свою кандидатуру.
13 грудня 2016 Президент Дональд Трамп висунув Ріка Перрі на посаду міністра енергетики. 2 березня кандидатуру Перрі було затверджено 62 голосами проти 37.
1 грудня 2019 року розмістив прощальне повідомлення на своїй сторінці у соціальній мережі, повідомивши, що «1 грудня — останній день моєї роботи у міністерстві енергетики США» і подякувавши підлеглим.

## Взаємодія з українською владою
20 травня був присутній на інавгурації новообраного президента України Володимира Зеленського та очолював американську делегацію. Після церемонії заявив про підтримку нової української владної команди та пообіцяв, що США підтримуватимуть Україну.
|  | «Сполучені Штати — разом із народом України, вони з нетерпінням очікують спільної роботи з новим президентом, сподіваюся, і з новим парламентом», — повідомив Перрі, пославшись на слова президента США Дональда Трампа. |

## Особисте життя
Одружений з 1982 і має двох дітей.